# Referendum in Finlandia del 1994
Il referendum in Finlandia del 1994 si è tenuto il 16 ottobre e aveva ad oggetto l'ingresso del Paese nell'Unione europea.
A seguito dell'esito favorevole del referendum, la Finlandia è divenuta membro dell'Unione europea a decorrere dal 1º gennaio 1995.

## Risultati
| Sì              | 1 621 543 | 56,96 |  |  |  |  |  |  |
| No              | 1 225 043 | 43,04 |  |  |  |  |  |  |
| Totale          | 2 846 586 | 100   |  |  |  |  |  |  |
|                 |           |       |  |  |  |  |  |  |
| Voti non validi | 14 979    | 0,52  |  |  |  |  |  |  |
| Votanti         | 2 861 565 | 70,79 |  |  |  |  |  |  |
| Elettori        | 4 042 606 |       |  |  |  |  |  |  |